# 日济亚
日济亚（法語：Gizia，法語發音：[ʒizja]）是法国汝拉省的一个市镇，位于该省西南部，属于隆斯勒索涅区。

## 地理
日济亚（46°31'39"N, 5°25'14"E）面积7.35 平方千米，位于法国勃艮第-弗朗什-孔泰大區汝拉省，该省份为法国东部内陆省份，北起上索恩省，西北接科多尔省，西临索恩-卢瓦尔省，南至安省，东与杜省和瑞士接壤。
与日济亚接壤的市镇（或旧市镇、城区）包括：屈西亚、舍夫罗、库桑斯、迪尼亚、罗赛。

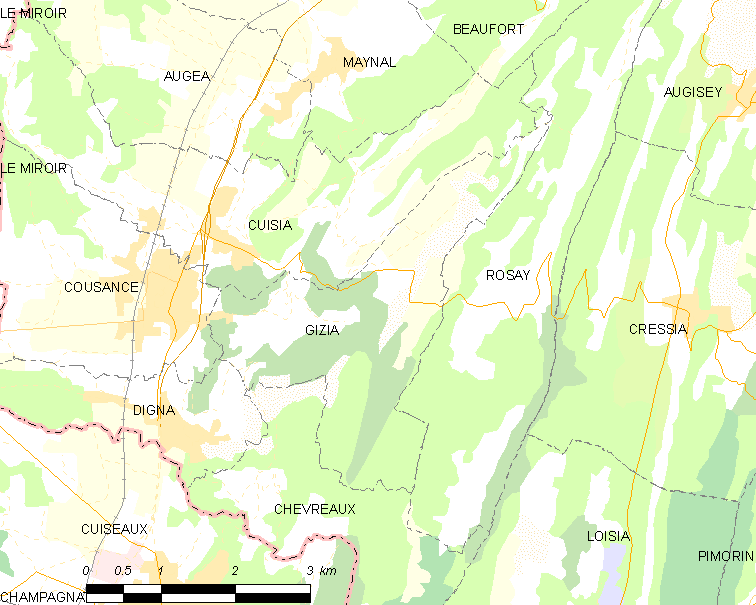
日济亚的OSM定位图

日济亚的时区为UTC+01:00、UTC+02:00（夏令时）。

## 行政
日济亚的邮政编码为39190，INSEE市镇编码为39255。

## 政治
日济亚所属的省级选区为圣阿穆尔县。

## 人口

1962-2008年间日济亚人口变化图示

日济亚于2022年1月1日时的人口数量为201人。